# نهائي كأس فرنسا 1997
نهائي كأس فرنسا 1997 هي المباراة النهائية من منافسة كأس فرنسا 1996–97، أقيمت المباراة في 1997، في بارك دي برينس، بين فريقي نادي نيس، ونادي غانغون، وفاز فيها نادي نيس، بعد أن هزم نادي غانغون، بنتيجة 1 - 1، وكان حكم المباراة آلان سارس، وحضر المباراة 44131 شخصاً.

## تفاصيل المباراة
لعبت المباراة النهائية في 1997.
| نادي نيس        | 1 -1 | نادي غانغون             |
| --------------- | ---- | ----------------------- |
| يوسف سليمي 21 ' |      | Nicolas Laspalles ‏ 78 ' |